# Príncipe de Asturias (R-11)
Príncipe de Asturias (R11) je španjolski nosač zrakoplova i kapitalni brod Španjolske ratne mornarice. Na bazi španjolskog nosača izgrađen je i Tajlandski nosač zrakoplova HTMS Chakri Naruebet koji je isporučen Tajlandu 1997. godine.
Principe de Asturias može ponijeti AV-8B Harrier II Bravo i AV-8B Harrier II Plus borbene avione. Harrieri su naoružani s AIM-9 Sidewinder i AIM-120 AMRAAM raketama zrak-zrak, AGM-88 HARM radio ometačkim raketama, AGM-65 Maverick zrak-zemlja raketama i GAU-12U topom. Nosač može prenijeti i helikoptere, obično Sikorsky Sea King SH-3H, Agusta AB-212 i Sikorsky SH-3 AEW (Airborne Early Warning) helikoptere. Nosač može nositi maksimalno 29 aviona i helikoptera, 12 na letnoj palubi i 17 u hangaru. Hangar je površine 2.398 m2. Iz hangara se avioni na letnu palubu površine 5.100 m2 dižu uz pomoć dva dizala. Nosač može primiti i V/STOL avione zbog karakteristike "ski-jump" koja je postavljena pod kutom od 12o što smanjuje potrebnu dužinu uzletne staze jer se zrakoplov praktički "lansira".
2008. nosaču Principe de Asturias je u španjolskoj floti pridružen novi nosač Juan Carlos I (L-61).